# Liste de films catastrophe

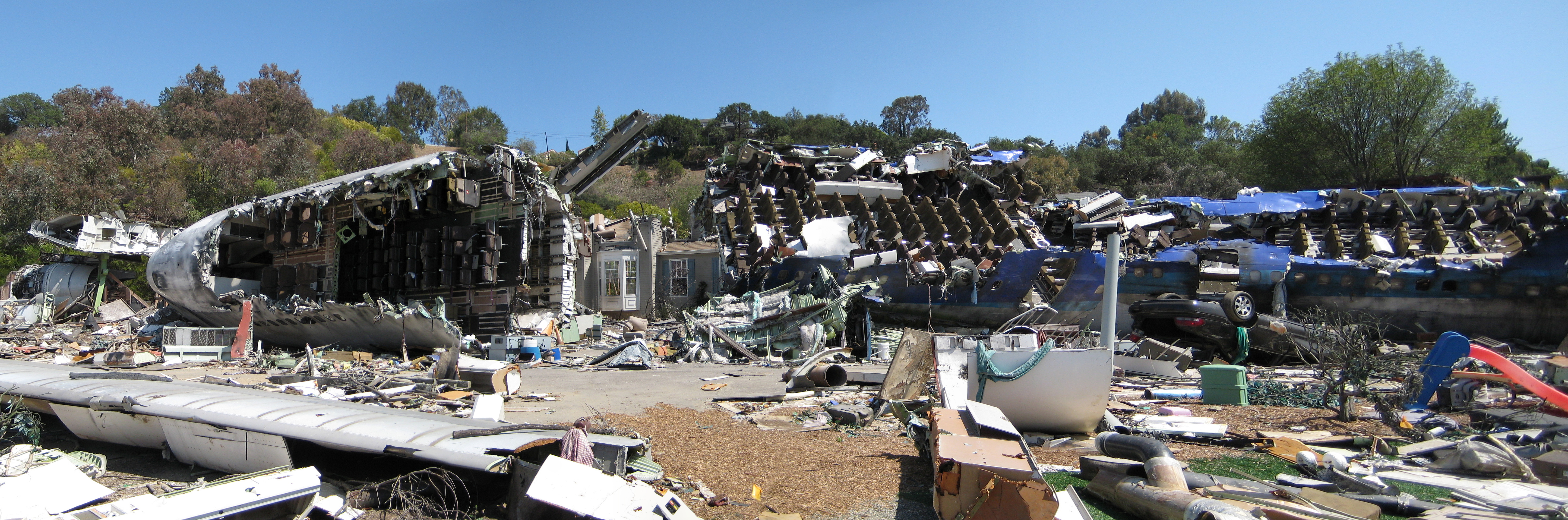
Décor extérieur permanent reproduisant à Universal Studios une scène du milieu du film La Guerre des mondes par Steven Spielberg, sorti en 2005. La reproduction a été fidèlement travaillée, comme l'attestent ces détails : 1 - 2 - 3.

Cette liste de films catastrophe les présente par ordre chronologique.

## Chronologie

### Années 1900-1920
- 1901 : Fire! (Incendie) ;
- 1902 : Éruption volcanique à la Martinique (Volcan).

- 1928 :
  - Cadet d'eau douce (Cyclone) ;
  - L'Arche de Noé réalisé par Michael Curtiz (Déluge).

### Années 1930-1940
- 1931 : La Fin du monde (Apocalypse).

- 1933 :
  - Après nous le déluge (Apocalypse) ;
  - King Kong (Attaque de monstre).

- 1935 : Les Derniers Jours de Pompéi (Volcan) ;
- 1936 : San Francisco (Tremblement de terre) ;
- 1937 : The Hurricane (Ouragan).

- 1938 :
  - Suez (Écologique) ;
  - L'Incendie de Chicago (Incendie) ;
  - Nuits de bal (Tremblement de terre).

- 1939 :
  - La Mousson (Tremblement de terre) (Inondations) (Contagion) ;
  - L'Océan en feu (Incendie).

- 1940 : Typhon ;
- 1943 : Titanic.
- 1947 : Le Pays du dauphin vert (tremblement de terre)

### Années 1950
- 1950 : Les Derniers Jours de Pompéi (1950) (Volcan).

- 1951 :
  - Le Choc des mondes (Apocalypse) ;
  - Quo Vadis (Incendie) ;
  - Le Jour où la Terre s'arrêta ;
  - Le Voyage fantastique (Catastrophe aérienne).

- 1953 :
  - La Guerre des mondes (Invasion d'extraterrestres) ;
  - Le Météore de la nuit ;
  - Titanic.

- 1954 :
  - Quand la marabunta gronde (Invasion d'insectes) ;
  - Écrit dans le ciel (Catastrophe aérienne).

- 1955 : La Mousson (1955) ;
- 1956 : Les soucoupes volantes attaquent (Invasion d'extraterrestres).

- 1957 :
  - Typhon sur Nagasaki (Typhon) ;
  - À l'heure zéro (Catastrophe aérienne).

- 1958 : Atlantique, latitude 41° (Catastrophe maritime).

- 1959 :
  - Les Derniers Jours de Pompéi (Volcan) ;
  - Panique à bord (Catastrophe maritime).

### Années 1960
- 1960 : Alerte en plein ciel (Catastrophe aérienne).

- 1961 :
  - Le Jour où la Terre prit feu (réchauffement climatique) ;
  - Le Sous-marin de l'apocalypse (Catastrophe maritime).

- 1964 : Le Crash mystérieux (Catastrophe aérienne) ;
- 1965 : Quand la terre s'entrouvrira (Apocalypse).

- 1969 :
  - La Tente rouge (Catastrophe aérienne) ;
  - L'Or de Mackenna (Tremblement de terre) ;
  - Les Naufragés de l'espace (Espace).
  - Attention, tsunami ![1] (raz de marée)

### Années 1970-1980
- 1970 : Airport (Catastrophe aérienne).

- 1971 : Le Mystère Andromède (catastrophe bactériologique)
- 1972 :
  - Alerte à la bombe (Catastrophe aérienne) ;
  - L'Aventure du Poséidon (Catastrophe maritime).

- 1973 :
  - La Submersion du Japon (Apocalypse) ;
  - La Nuit des fous vivants (Virus).

- 1974 :
  - 747 en péril (Catastrophe aérienne) ;
  - Tremblement de terre ;
  - La Tour infernale (Incendie) ;
  - Terreur sur le Britannic (Catastrophe maritime).

- 1975 : L'Odyssée du Hindenburg (Catastrophe aérienne, dirigeable).

- 1976 :
  - Le Pont de Cassandra (maladie et catastrophe ferroviaire) ;
  - Quand les abeilles attaqueront (Invasion d'insectes).

- 1977 :
  - Les Naufragés du 747 (Catastrophe aérienne) ;
  - La Dernière Vague (Écologique) ;
  - Le Toboggan de la mort ;
  - Avalanche ;
  - Destruction planète Terre (Apocalypse).

- 1978 :
  - L'Inévitable Catastrophe (Invasion d'insectes) ;
  - Sauvez le Neptune (Catastrophe maritime).

- 1979 :
  - Meteor (Météorite) ;
  - Airport 80 concorde (Catastrophe aérienne) ;
  - Le Dernier Secret du Poseidon (Catastrophe maritime) ;
  - Cité en feu (Incendie) ;
  - Le Syndrome chinois (accident nucléaire) ;
  - Avalanche Express ;
  - L'ouragan ;
  - S.O.S. Titanic (catastrophe maritime).

- 1980 :
  - Le Jour de la fin du monde (Apocalypse) ;
  - Cataclysme force 7.9 (Apocalypse) ;
  - Réaction en chaîne (Tremblement de Terre).

### Années 1990
- 1990 : la Désintégration (catastrophe de Tchernobyl)
- 1991 : Backdraft (Incendie) ;
- 1993 : Les Survivants (Catastrophe aérienne).

- 1995 :
  - Apollo 13 (Accident spatial) ;
  - Alerte ! (Virus).

- 1996 :
  - Twister (Tornade) ;
  - Independence Day (Invasion d'extraterrestres) ;
  - Daylight (Écroulement) ;
  - Lame de fond (Catastrophe maritime) ;
  - Mars Attacks! (Invasion d'extraterrestres) ;
  - Le Titanic.

- 1997 :
  - Titanic (Catastrophe maritime) ;
  - Le Pic de Dante (Volcan) ;
  - Volcano (Volcan) ;
  - Turbulences à 30000 pieds (Catastrophe aérienne).

- 1998 :
  - Armageddon (Météorite) ;
  - Deep Impact (Météorite) ;
  - Pluie d'enfer (Pluie diluvienne) ;
  - Godzilla (Attaque de monstre).

- 1999 :
  - Virus ;
  - La Fin des temps (Apocalypse).

### Années 2000
- 2000 :
  - Space Cowboys (Accident spatial) ;
  - En pleine tempête (Catastrophe maritime).

- 2001 :
  - La Folie des hommes (Géologique) ;
  - Vertical Limit (Avalanche).

- 2002 :
  - K-19 : Le Piège des profondeurs (Catastrophe maritime) ;
  - Signes (Invasion d'extraterrestres) ;
  - Infested (Invasion d'extraterrestres) ;
  - 28 jours plus tard (Virus) ;
  - Resident Evil (Virus).

- 2003 : Fusion (Apocalypse).

- 2004 :
  - Le Jour d'après (Écologique, réchauffement climatique, apocalypse) ;
  - Prémonition (Écologique) ;
  - Au feu (Incendie) ;
  - Piège de feu (Incendie).

- 2005 : La Guerre des mondes (Invasion d'extraterrestres) (Apocalypse).

- 2006 :
  - Vol 93 (Catastrophe aérienne) (Attentats du 11 septembre 2001) ;
  - World Trade Center (Écroulement) (Attentats du 11 septembre 2001) ;
  - Poseidon (Catastrophe maritime) ;
  - Sinking of Japan (Tremblement de Terre) (Volcan).

- 2007 :
  - La Grande Inondation (Écologique) ;
  - Invasion (Invasion d'extraterrestres) ;
  - Transformers (Invasion d'extraterrestres) ;
  - Sunshine (Extinction solaire) ;
  - 28 semaines plus tard (Virus) ;
  - Resident Evil: Afterlife (Virus).

- 2008 :
  - Le Jour où la Terre s'arrêta (Apocalypse) ;
  - Phénomènes (Apocalypse) (Écologique) ;
  - Cloverfield (Invasion d'extraterrestres).

- 2009 :
  - 2012 (Apocalypse) ;
  - Prédictions (Apocalypse) ;
  - Transformers 2 : la Revanche (Invasion d'extraterrestres) ;
  - Infectés (Virus) ;
  - The Last Day (Tremblement de Terre).

### Années 2010
- 2010 :
  - Tremblement de terre à Tangshan (Tremblement de terre)
  - Unstoppable (Ferroviaire) ;
  - Skyline (Invasion d'extraterrestres) ;
  - The Crazies (Virus) ;
  - Monsters (Invasion d'extraterrestres).

- 2011 :
  - Melancholia (Apocalypse) ;
  - Cowboys et Envahisseurs (Invasion d'extraterrestres) ;
  - The Darkest Hour (Invasion d'extraterrestres) ;
  - Transformers 3 : La Face cachée de la Lune (Invasion d'extraterrestres) ;
  - World Invasion: Battle Los Angeles (Invasion d'extraterrestres) ;
  - Contagion (Virus) ;
  - Perfect Sense (Contagion).

- 2012 :
  - Battleship (Invasion d'extraterrestres) ;
  - The Impossible (Tsunami) ;
  - Jusqu'à ce que la fin du monde nous sépare (Apocalypse) ;
  - Take Shelter (Conséquence du réchauffement climatique) ;
  - Titanic.

- 2013 :
  - Pacific Rim (Invasion d'extraterrestres) ;
  - World War Z (Virus) ;
  - Elysium (Politique & Écologique) ;
  - After Earth (Écologique) ;
  - Gravity (Accident spatial).

- 2014 :
  - Pompéi (2014) (Volcan) ;
  - Edge of Tomorrow (Invasion d'extraterrestres) ;
  - Godzilla (Invasion de monstres) ;
  - Black Storm (Tornades) ;
  - Vol 7500 : aller sans retour (Catastrophe aérienne) ;
  - Transformers : L'Âge de l'extinction  (Invasion d'extraterrestres).

- 2015 :
  - San Andreas (Tremblement de terre) (Tsunami) ;
  - Everest (Tempête de neige) ;
  - The Wave (Éboulement) (Tsunami).

- 2016 :
  - Deepwater (explosion de plate-forme pétrolière) ;
  - Independence Day: Resurgence (Invasion d'extraterrestres).

- 2017 : Geostorm (Technologie) (Apocalypse).

- 2018 :
  - The Quake (Tremblement de terre) ;
  - Hurricane (Tempête) (Braquage) ;
  - À la dérive (Ouragan) ;
  - Pacific Rim: Uprising (Invasion d'extraterrestres).

- 2019 : Le Pilote chinois (Catastrophe aérienne).

### Années 2020
- 2020 : Greenland (Chute de météorite) ;
- 2022 : Notre-Dame brûle (Incendie de Notre-Dame de Paris).